# European Championships 2022/Teilnehmer (Kroatien)
| Gelbes Symbol für Goldmedaillen mit stilisierten Olympischen Ringen | Graues Symbol für Silbermedaillen mit stilisierten Olympischen Ringen | Braundes Symbol für Bronzemedaillen mit stilisierten Olympischen Ringen |
| ------------------------------------------------------------------- | --------------------------------------------------------------------- | ----------------------------------------------------------------------- |
| 3                                                                   | 1                                                                     | 3                                                                       |

Kroatien nahm mit 39 Athleten (19 Männer, 20 Frauen) an den European Championships 2022 in München teil.

## Medaillen

### Medaillenspiegel
| Rang   | Sportart       | Gold | Silber | Bronze | Gesamt |
| ------ | -------------- | ---- | ------ | ------ | ------ |
| 1      | Leichtathletik | 2    | 1      | —      | 3      |
| 2      | Rudern         | 1    | —      | —      | 1      |
| 3      | Kanurennsport  | —    | —      | 2      | 2      |
| 4      | BMX-Freestyle  | —    | —      | 1      | 1      |
| Gesamt | Gesamt         | 3    | 1      | 3      | 7      |

### Medaillengewinner
| Name/n                          | Sportart       | Wettkampf    |
| ------------------------------- | -------------- | ------------ |
| Gold                            |                |              |
| Martin Sinković Valent Sinković | Rudern         | Doppelzweier |
| Sandra Perković                 | Leichtathletik | Diskuswurf   |
| Filip Mihalević                 | Leichtathletik | Kugelstoßen  |
| Silber                          |                |              |
| Matea Parlov Koštro             | Leichtathletik | Marathon     |
| Bronze                          |                |              |
| Marin Ranteš                    | BMX-Freestyle  | Park         |
| Vanesa Tot                      | Kanurennsport  | C-1 200 m    |
| Vanesa Tot                      | Kanurennsport  | C-1 500 m    |

## Teilnehmer nach Sportarten

### Kanurennsport
| Athleten              | Wettbewerb | Vorlauf  | Vorlauf | Vorlauf       | Halbfinale | Halbfinale | Halbfinale    | Finale   | Finale | Rang   |
| Athleten              | Wettbewerb | Zeit     | Rang    | Qualifikation | Zeit       | Rang       | Qualifikation | Zeit     | Rang   | Rang   |
| --------------------- | ---------- | -------- | ------- | ------------- | ---------- | ---------- | ------------- | -------- | ------ | ------ |
| Frauen                |            |          |         |               |            |            |               |          |        |        |
| Anamaria Govorčinović | K-1 500 m  | 1:54.040 | 1       | A-Finale      | –          | –          | –             | 1:57,750 | 9      | 9      |
| Anamaria Govorčinović | K-1 1000 m | 4:07,033 | 3       | Finale        | –          | –          | –             | 4:01,485 | 4      | 4      |
| Vanesa Tot            | C-1 200 m  | 48,397   | 3       | Finale        | –          | –          | –             | 49,489   | 3      | Bronze |
| Vanesa Tot            | C-1 500 m  | —        | —       | —             | —          | —          | —             | 2:06,682 | 3      | Bronze |
| Männer                |            |          |         |               |            |            |               |          |        |        |
| Antun Novaković       | K-1 500 m  | 1:45,902 | 5       | Halbfinale    | 1:45,507   | 5          | B-Finale      | 1:42,681 | 9      | 18     |

### Leichtathletik
Laufen und Gehen
| Athleten            | Wettbewerb   | Vorlauf  | Vorlauf | Halbfinale    | Halbfinale    | Finale        | Finale        | Rang   |
| Athleten            | Wettbewerb   | Zeit     | Rang    | Zeit          | Rang          | Zeit          | Rang          | Rang   |
| ------------------- | ------------ | -------- | ------- | ------------- | ------------- | ------------- | ------------- | ------ |
| Frauen              |              |          |         |               |               |               |               |        |
| Ivana Lončarek      | 100 m Hürden | 13,494 s | 16      | ausgeschieden | ausgeschieden | ausgeschieden | ausgeschieden | 16     |
| Ana Štefulj         | Marathon     | —        | —       | —             | —             | DNF           | DNF           | DNF    |
| Matea Parlov Koštro | Marathon     | —        | —       | —             | —             | 2:28:42 min   | 2             | Silber |

Springen und Werfen
| Athleten        | Wettbewerb  | Qualifikation | Qualifikation | Finale        | Finale        | Rang          |
| Athleten        | Wettbewerb  | Weite/Höhe    | Rang          | Weite/Höhe    | Rang          | Rang          |
| --------------- | ----------- | ------------- | ------------- | ------------- | ------------- | ------------- |
| Frauen          |             |               |               |               |               |               |
| Sandra Perković | Diskuswurf  | 65,94 m       | 1             | 67,95 m       | 1             | Gold          |
| Marija Tolj     | Diskuswurf  | 62,51 m       | 6             | 63,37 m       | 6             | 6             |
| Paola Borović   | Dreisprung  | NM            | NM            | ausgeschieden | ausgeschieden | ausgeschieden |
| Sara Kolak      | Speerwurf   | 57,31 m       | 14            | ausgeschieden | ausgeschieden | 14            |
| Männer          |             |               |               |               |               |               |
| Martin Marković | Diskuswurf  | 60,30 m       | 18            | ausgeschieden | ausgeschieden | 18            |
| Marko Čeko      | Weitsprung  | 7,74 m        | 11            | 7,77 m        | 8             | 8             |
| Filip Pravdica  | Weitsprung  | 6,95 m        | 20            | ausgeschieden | ausgeschieden | 20            |
| Filip Mihalević | Kugelstoßen | 20,30 m       | 9             | 21,88 m       | 1             | Gold          |

### Radsport

#### BMX-Freestyle
| Athleten     | Wettbewerb | Qualifikation | Qualifikation | Finale | Finale | Rang   |
| Athleten     | Wettbewerb | Punkte        | Rang          | Punkte | Rang   | Rang   |
| ------------ | ---------- | ------------- | ------------- | ------ | ------ | ------ |
| Männer       |            |               |               |        |        |        |
| Marin Ranteš | Park       | 68,84         | 10            | 88,80  | 3      | Bronze |

#### Straße
| Athleten       | Wettbewerb    | Zeit        | Rang |
| -------------- | ------------- | ----------- | ---- |
| Männer         |               |             |      |
| Viktor Potočki | Straßenrennen | 4:39:07 min | 48   |

### Rudern
| Athleten                        | Wettbewerb             | Vorlauf     | Vorlauf | Vorlauf       | Hoffnungslauf | Hoffnungslauf | Hoffnungslauf | Halbfinale  | Halbfinale | Halbfinale    | Finale      | Finale | Rang |
| Athleten                        | Wettbewerb             | Zeit        | Rang    | Qualifikation | Zeit          | Rang          | Qualifikation | Zeit        | Rang       | Qualifikation | Zeit        | Rang   | Rang |
| ------------------------------- | ---------------------- | ----------- | ------- | ------------- | ------------- | ------------- | ------------- | ----------- | ---------- | ------------- | ----------- | ------ | ---- |
| Frauen                          |                        |             |         |               |               |               |               |             |            |               |             |        |      |
| Ivana Jurkovic Josipa Jurkovic  | Zweier ohne Steuerfrau | 7:51,42 min | 2       | A-Finale      | –             | –             | –             | —           | —          | —             | 7:48,26 min | 5      | 5    |
| Dora Dragičević                 | Leichtgewichts-Einer   | 8:56,35     | 6       | Hoffnungslauf | 8:36,03       | 4             | B-Finale      | —           | —          | —             | 8:35,79     | 3      | 9    |
| Männer                          |                        |             |         |               |               |               |               |             |            |               |             |        |      |
| Martin Sinković Valent Sinković | Doppelzweier           | 6:51,69 min | 1       | Halbfinale    | –             | –             | –             | 6:35,99 min | 1          | A-Finale      | 6:35,93 min | 1      | Gold |

### Tischtennis
| Athleten                          | Wettbewerb | Gruppenphase       | Gruppenphase | Vorrunde         | Vorrunde | 1. Runde                      | 1. Runde | 2. Runde                    | 2. Runde      | Achtelfinale  | Achtelfinale  | Viertelfinale | Viertelfinale | Halbfinale    | Halbfinale    | Finale        | Finale        | Rang |
| Athleten                          | Wettbewerb | Gegner             | Erg.         | Gegner           | Erg.     | Gegner                        | Erg.     | Gegner                      | Erg.          | Gegner        | Erg.          | Gegner        | Erg.          | Gegner        | Erg.          | Gegner        | Erg.          | Rang |
| --------------------------------- | ---------- | ------------------ | ------------ | ---------------- | -------- | ----------------------------- | -------- | --------------------------- | ------------- | ------------- | ------------- | ------------- | ------------- | ------------- | ------------- | ------------- | ------------- | ---- |
| Frauen                            |            |                    |              |                  |          |                               |          |                             |               |               |               |               |               |               |               |               |               |      |
| Hana Arapović                     | Einzel     | Konstantina Paridi | 3:2          | Freilos          | Freilos  | Camille Lutz                  | 4:3      | Natalia Partyka             | 3:4           | ausgeschieden | ausgeschieden | ausgeschieden | ausgeschieden | ausgeschieden | ausgeschieden | ausgeschieden | ausgeschieden | 17   |
| Hana Arapović                     | Einzel     | Tania Plaian       | 3:2          | Freilos          | Freilos  | Camille Lutz                  | 4:3      | Natalia Partyka             | 3:4           | ausgeschieden | ausgeschieden | ausgeschieden | ausgeschieden | ausgeschieden | ausgeschieden | ausgeschieden | ausgeschieden | 17   |
| Mateja Jeger                      | Einzel     | Patricia Santos    | 3:0          | Margo Degraef    | 3:2      | Hana Matelová                 | 2:4      | ausgeschieden               | ausgeschieden | ausgeschieden | ausgeschieden | ausgeschieden | ausgeschieden | ausgeschieden | ausgeschieden | ausgeschieden | ausgeschieden | 33   |
| Mateja Jeger                      | Einzel     | Katarzyna Węgrzyn  | 0:3          | Filippa Bergand  | 3:1      | Hana Matelová                 | 2:4      | ausgeschieden               | ausgeschieden | ausgeschieden | ausgeschieden | ausgeschieden | ausgeschieden | ausgeschieden | ausgeschieden | ausgeschieden | ausgeschieden | 33   |
| Ivana Malobabić                   | Einzel     | Maria Yovkova      | 3:0          | Freilos          | Freilos  | Prithika Pavade               | 1:4      | ausgeschieden               | ausgeschieden | ausgeschieden | ausgeschieden | ausgeschieden | ausgeschieden | ausgeschieden | ausgeschieden | ausgeschieden | ausgeschieden | 33   |
| Ivana Malobabić                   | Einzel     | Simay Kulakçeke    | 3:0          | Freilos          | Freilos  | Prithika Pavade               | 1:4      | ausgeschieden               | ausgeschieden | ausgeschieden | ausgeschieden | ausgeschieden | ausgeschieden | ausgeschieden | ausgeschieden | ausgeschieden | ausgeschieden | 33   |
| Hana Arapović Mateja Jeger        | Doppel     | —                  | —            | —                | —        | Natalia Partyka Natalia Bajor | 1:3      | ausgeschieden               | ausgeschieden | ausgeschieden | ausgeschieden | ausgeschieden | ausgeschieden | ausgeschieden | ausgeschieden | ausgeschieden | ausgeschieden | 17   |
| Ivana Malobabić Solomija Bratejko | Doppel     | —                  | —            | —                | —        | Karoline Mischek Tin-Tin Ho   | 2:3      | ausgeschieden               | ausgeschieden | ausgeschieden | ausgeschieden | ausgeschieden | ausgeschieden | ausgeschieden | ausgeschieden | ausgeschieden | ausgeschieden | 17   |
| Männer                            |            |                    |              |                  |          |                               |          |                             |               |               |               |               |               |               |               |               |               |      |
| Andrej Gaćina                     | Einzel     | Freilos            | Freilos      | Freilos          | Freilos  | Deni Kožul                    | 4:0      | Wang Yang                   | 1:4           | ausgeschieden | ausgeschieden | ausgeschieden | ausgeschieden | ausgeschieden | ausgeschieden | ausgeschieden | ausgeschieden | 17   |
| Frane Kojić                       | Einzel     | Vladislav Ursu     | 0:3          | Andrei Putuntica | 3:2      | Kristian Karlsson             | 2:4      | ausgeschieden               | ausgeschieden | ausgeschieden | ausgeschieden | ausgeschieden | ausgeschieden | ausgeschieden | ausgeschieden | ausgeschieden | ausgeschieden | 33   |
| Frane Kojić                       | Einzel     | Iulian Chiriță     | 3:2          | Andrei Putuntica | 3:2      | Kristian Karlsson             | 2:4      | ausgeschieden               | ausgeschieden | ausgeschieden | ausgeschieden | ausgeschieden | ausgeschieden | ausgeschieden | ausgeschieden | ausgeschieden | ausgeschieden | 33   |
| Frane Kojić                       | Einzel     | Edin Gutić         | 3:0          | Andrei Putuntica | 3:2      | Kristian Karlsson             | 2:4      | ausgeschieden               | ausgeschieden | ausgeschieden | ausgeschieden | ausgeschieden | ausgeschieden | ausgeschieden | ausgeschieden | ausgeschieden | ausgeschieden | 33   |
| Tomislav Pucar                    | Einzel     | Freilos            | Freilos      | Freilos          | Freilos  | Rares Sipos                   | 4:1      | Adrien Rassenfosse          | 4:3           | Darko Jorgić  | 1:4           | ausgeschieden | ausgeschieden | ausgeschieden | ausgeschieden | ausgeschieden | ausgeschieden | 9    |
| Filip Zeljko                      | Einzel     | Freilos            | Freilos      | Freilos          | Freilos  | Peter Hribar                  | 4:0      | Darko Jorgić                | 2:4           | ausgeschieden | ausgeschieden | ausgeschieden | ausgeschieden | ausgeschieden | ausgeschieden | ausgeschieden | ausgeschieden | 17   |
| Filip Zeljko Frane Kojić          | Doppel     | —                  | —            | —                | —        | Cedric Nuytinck Jakub Dyjas   | 1:3      | ausgeschieden               | ausgeschieden | ausgeschieden | ausgeschieden | ausgeschieden | ausgeschieden | ausgeschieden | ausgeschieden | ausgeschieden | ausgeschieden | 17   |
| Mixed                             |            |                    |              |                  |          |                               |          |                             |               |               |               |               |               |               |               |               |               |      |
| Filip Zeljko Mateja Jeger         | Doppel     | —                  | —            | —                | —        | Freilos                       | Freilos  | Simon Gauzy Prithika Pavade | 0:3           | ausgeschieden | ausgeschieden | ausgeschieden | ausgeschieden | ausgeschieden | ausgeschieden | ausgeschieden | ausgeschieden | 17   |

### Triathlon
| Athleten         | Wettbewerb | Zeit      | Rang |
| ---------------- | ---------- | --------- | ---- |
| Männer           |            |           |      |
| Jacopo Butturini | Einzel     | 1:51:41 h | 54   |

### Turnen
| Athleten                                                              | Wettbewerb           | Qualifikation | Qualifikation | Finale        | Finale        | Rang |
| Athleten                                                              | Wettbewerb           | Punkte        | Rang          | Punkte        | Rang          | Rang |
| --------------------------------------------------------------------- | -------------------- | ------------- | ------------- | ------------- | ------------- | ---- |
| Frauen                                                                |                      |               |               |               |               |      |
| Ana Đerek                                                             | Boden                | 12,766        | 20            | ausgeschieden | ausgeschieden | 20   |
| Ana Đerek                                                             | Schwebebalken        | 12,666        | 20            | ausgeschieden | ausgeschieden | 20   |
| Petra Furac                                                           | Boden                | 10,433        | 104           | ausgeschieden | ausgeschieden | 104  |
| Petra Furac                                                           | Schwebebalken        | 10,966        | 85            | ausgeschieden | ausgeschieden | 85   |
| Petra Furac                                                           | Stufenbarren         | 10,666        | 85            | ausgeschieden | ausgeschieden | 85   |
| Petra Furac                                                           | Mehrkampf Einzel     | —             | —             | 44,231        | 64            | 64   |
| Nika Kukuljan Frleta                                                  | Boden                | 10,833        | 100           | ausgeschieden | ausgeschieden | 100  |
| Nika Kukuljan Frleta                                                  | Schwebebalken        | 11,166        | 76            | ausgeschieden | ausgeschieden | 76   |
| Nika Kukuljan Frleta                                                  | Stufenbarren         | 10,166        | 96            | ausgeschieden | ausgeschieden | 96   |
| Nika Kukuljan Frleta                                                  | Mehrkampf Einzel     | —             | —             | 43,831        | 67            | 67   |
| Tijana Korent                                                         | Sprung               | 12,816        | 16            | ausgeschieden | ausgeschieden | 16   |
| Sara Šulekić                                                          | Boden                | 11,433        | 79            | ausgeschieden | ausgeschieden | 79   |
| Sara Šulekić                                                          | Schwebebalken        | 9,800         | 101           | ausgeschieden | ausgeschieden | 101  |
| Sara Šulekić                                                          | Stufenbarren         | 10,400        | 91            | ausgeschieden | ausgeschieden | 91   |
| Sara Šulekić                                                          | Mehrkampf Einzel     | —             | —             | 43,831        | 69            | 69   |
| Ana Đerek Petra Furac Nika Kukuljan Frleta Tijana Korent Sara Šulekić | Mehrkampf Mannschaft | 137,794       | 25            | ausgeschieden | ausgeschieden | 25   |
| Männer                                                                |                      |               |               |               |               |      |
| Robert Seligman                                                       | Pauschenpferd        | 13,766        | 13            | ausgeschieden | ausgeschieden | 13   |
| Aurel Benovic                                                         | Boden                | 12,133        | 94            | ausgeschieden | ausgeschieden | 94   |
| Tin Srbić                                                             | Reck                 | 13,466        | 25            | ausgeschieden | ausgeschieden | 25   |
| Filip Ude                                                             | Pauschenpferd        | 14,433        | 4             | 13,933        | 7             | 7    |
| Mateo Zugec                                                           | Pauschenpferd        | 13,833        | 12            | ausgeschieden | ausgeschieden | 12   |